# Prochasma scissivestis
Prochasma scissivestis är en fjärilsart som beskrevs av Louis Beethoven Prout 1926. Prochasma scissivestis ingår i släktet Prochasma och familjen mätare. Inga underarter finns listade i Catalogue of Life.